# DC-10 (Diskothek)
Das DC-10 ist ein Techno-Club auf Ibiza, nahe dem Flughafen.
Im Jahr 1999 begannen regelmäßig montägliche Afterhours namens Circoloco in einer umgebauten Finca nahe dem Flughafen Ibiza in der Gemeinde Sant Josep de sa Talaia. Ab 2000 wurde die Location offiziell als DC-10 gegründet. Der Club bietet Platz für 1500 Gäste und verfügt über ein oben offenes und ein überdachtes Areal. Das britische DJ Magazine wählte den Club im jährlichen Ranking der Top 100-Clubs im Jahr 2016 auf Platz 12.  In einem Artikel in der Süddeutschen Zeitung aus dem Jahr 2017 bezeichnet Martin Pfnür das DC-10 als „legendären Riesenclub“. Dirk Matejovski, Professor am Institut für Medien- und Kulturwissenschaft der Heinrich-Heine-Universität Düsseldorf, äußerte 2018 in einem Essay in der Popkultur-Fachzeitschrift Pop. Kultur und Kritik, das Etablissement besitze einen „Underground-Kultstatus“.
Von den Auswirkungen der Corona-Pandemie finanziell betroffen, konnte das DC-10 die Krise überstehen und zählt noch immer zu den „angesehensten und einflussreichsten Diskotheken“ Ibizas.